# Olivia Rogowska
Olivia Rogowska (Melbourne, 7 de Junho de 1991) é uma tenista profissional australiana. Seu melhor ranking foi de nº 132 em simples pela WTA.